# Musculus fibularis tertius
Der Musculus peron(a)eus tertius (lat. für „dritter Wadenbeinmuskel“), auch Musculus fibularis tertius genannt, ist ein Skelettmuskel des Unterschenkels. Er ist eine Abspaltung des Musculus extensor digitorum longus, dessen Sehne zum äußeren Fußrand gelangt.
Bei den Raubtieren fehlt der Muskel ganz. Beim Pferd ist er rein sehnig (Tendo femorotarseus) und ein Teil der Spannsägenkonstruktion.

## Funktion
Der Musculus peronaeus tertius ist an der Dorsalextension des Sprunggelenks beteiligt. Er bewirkt also das „Hochziehen“ des Fußes. Außerdem unterstützt er die Anhebung des Fußaußenrandes (Pronation).
Bei den Tieren – mit Ausnahme der Raubtiere und Pferde – wirkt er als Beuger des Sprunggelenks und Hilfsstrecker des Knies.

## Varietäten
In 10,5 % aller Fälle fehlt der Musculus peronaeus tertius beim Menschen völlig.